# William Møller
William Allin Møller (født 10. marts 1998) er en dansk fodboldspiller, der fra oktober 2020 spiller for spiller for SC Preußen Münster. Han har tidligere spillet for Esbjerg.

## Klubkarriere
Møller startede sin fodboldkarriere som syvårig i Ølgod IF. Her spillede han, indtil han som U/14-spiller skiftede til Varde IF, hvor han spillede en sæson.
Han startede efterfølgende på efterskole og var sidenhen til prøvetræning i AaB, der dog ikke ønskede at tilknytte Møller. Han var siden til prøvetræning i både Viborg FF og Esbjerg fB, der begge ønskede at skrive kontrakt med Møller. Han valgte at skifte til Esbjerg fB.

### Esbjerg fB
Han blev fast indlemmet i Esbjerg fB's førsteholdstrup i midten af september 2017 efter at have trænet med holdet siden sommer.
Han fik sin Superligadebut for Esbjerg den 13. august 2018 i en kamp mod SønderjyskE.